# Ahsan Iqbal
Ahsan Iqbal Chaudhary ou plus simplement Ahsan Iqbal (en ourdou : احسن اقبال چوہدری), né le 28 mars 1959 à Lahore, est un homme politique pakistanais. Il est un membre important de la Ligue musulmane du Pakistan (N) et occupe de plusieurs postes ministériels durant le troisième mandat du Premier ministre Nawaz Sharif.
Depuis 2013, il a notamment été ministre de la planification, avant de devenir ministre de l'Intérieur en remplacement de Nisar Ali Khan le 4 août 2017 et jusqu'à la fin de la législature.

## Éducation et vie personnelle
Ahsan Iqbal Chaudhary est né le 28 mars 1959 à Lahore, la capitale de la province du Pendjab. Il est issu d'une famille politique, son grand-père Chaudhry Abdul Rehman Khan ayant été député de l'Assemblée du Pendjab sous le Raj britannique et alors que sa mère a été députée à la suite des élections de 1985 sous Muhammad Zia-ul-Haq. 
Ahsan Iqbal étudie à la University of Engineering and Technology de Lahore, de laquelle il ressort diplômé d'un Bachelor of Science en 1981.

## Carrière politique
Ahsan Iqbal commence sa carrière politique durant le régime militaire de Muhammad Zia-ul-Haq dans les années 1980, avant de rejoindre la Ligue musulmane du Pakistan (N) en 1988. Il est élu député pour la première fois lors des élections législatives de 1993 dans une circonscription de Narowal. Il est réélu lors des élections de 1997 et devient vice-président de la commission parlementaire chargé de la planification de l'économie.
Après avoir perdu son siège de député lors des élections de 2002, il est de nouveau élu en 2008 et participe avec la ligue à un éphémère gouvernement de coalition avec le Parti du peuple pakistanais. Il est ministre de l'éducation du 31 mars au 13 mai 2008. 
Avec le retour au pouvoir de la Ligue musulmane lors des élections de 2013, Ahsan Iqbal devient ministre de la planification et du développement du 7 juin 2013 au 28 juillet 2017. Il devient ensuite ministre de l’Intérieur le 4 août 2017 en remplacement de Nisar Ali Khan. Le 6 mai 2018, il est victime d'une tentative d'assassinat lors d'un rassemblement politique à Narowal mais survit à ses blessures. L'assassin serait lié au parti islamiste Tehreek-e-Labbaik Pakistan et aurait agi en représailles à la violente évacuation des membres du parti par la police, alors qu'ils occupaient un lieu stratégique à Islamabad en novembre 2017.
Ahsan Iqbal quitte ses fonctions de ministre le 31 mai 2018 à quelques semaines des élections législatives du 25 juillet. Il est largement réélu député lors de ces dernières avec 57,4 % des voix dans la seconde circonscription de Narowal.
Le 19 avril 2022, il est nommé ministre de la planification dans le gouvernement de coalition de Shehbaz Sharif, en remplacement d'Asad Umar, dont le gouvernement a été renversé neuf jours plus tôt.
Il est aussi ministre de la Coordination inter-provinciale du 4 avril au 23 mai 2024.